# Bulbophyllum hexarhopalon
Bulbophyllum hexarhopalon là một loài phong lan thuộc chi Bulbophyllum.